# بحيرة دامينغ
بحيرة دامينغ (بالصينية: 大明湖) هي أكبر بحيرات مدينة جينان وشاندونغ وهي واحدة من أهم معالم الصين الطبيعية و تقع في وسط المدينة التاريخية ويتم تغذية البحيرة عن طريق الينابيع الكارستيه الارتوازية في المنطقة وذلك لإبقاءها بمنسوب مياه ثابت على مدار السنة والبحيرة محاطة بحديقة خلابة ومجموعة رائعة من المباني التاريخية·

## نبذة عن بحيرة دامينغ
تعرف البحيرة ببحيرة النور العظيمة وتعتبر البحيرة أكبر بحيرات مدينة جينان، وتغطي مع الحديقة مساحة 810 ألف متر مربع، وتحتوي البحيرة على ستة جزر وتنتشر الزهور والأشجار على ضفافها وفي الصيف تتفتح أزهار اللوتس والصفصاف فيصبح المنظر أكثر جمالية·
ومن أشهر المزارات في البحيرة جناح ليكسياتينج وعمره حوالي 300 سنة وبني لأول مرة عام 712 وتعرض للتدمير وبني مرة أخرى في عهد الإمبراطور تشيان لونغ عام 1799.
و يقع الجناح قبالة الشاطئ الشرقي للبحيرة وأنشئ هذا الجناح للاحتفال وخاصة عند حدوث لقاء بين العائلات
الكريمة·
حدائق شيا تقع في جنوب غرب بحيرة دامينغ تم بناؤها في عام 1909 م ومساحتها حوالي 9600 متر مربع وتم بناؤها في البداية كمكتبة من قبل لوه زينغوين الذي كان مدير التربية والتعليم لمقاطعة شاندونغ في عهد أسرة تشينغ وكانت واحدة من المكتبات المملوكة للدولة في الصين ومن ثم أصبحت حديقة جميلة تتمتع بنسيمها العليل وأشجارها الشاهقة وجنائنها الخلابة والأجنحة المنتشرة والجداول المتعرجة وجسورها الرائعة·
كما يوجد معبد بيجيج وبني عام 1280 ومبني على منصة حجرية ارتفاعها 7 أمتار، بالإضافة لبرج هويبولو، وهو المكان المفضل للزوار لمشاهدة معالم المدينة والتمتع بالإطلالة المميزة على البحيرة، بالإضافة لـ3 حدائق ومباني تاريخية عريقة تروي تاريخ المنطقة والأحداث التي مرت بها.